# Kruszewo (Varmie-Mazurie)
Pour les articles homonymes, voir Kruszewo.
Kruszewo est un village polonais de la gmina de Biała Piska, dans le powiat de Pisz, voïvodie de Varmie-Mazurie, au nord-est du pays.
Il est situé à environ 21 km à l'est de Pisz et à 108 km à l'est de la capitale régionale Olsztyn.
Sa population s'élève à environ 120 habitants.